# 学校法人小山学園
学校法人小山学園（がっこうほうじんこやまがくえん）は、東京都中野区に本部をおく学校法人である。東京工科自動車大学校、専門学校東京テクニカルカレッジなど、おもに工学系の専門学校を設置している。

## 本部所在地
東京都中野区中野6丁目21番16号

## 設置校
- 東京工科自動車大学校
- 東京工科自動車大学校世田谷校
- 専門学校東京テクニカルカレッジ
  - テラハウスICAキャリア開発研究所
- 東京工科自動車大学校品川校

## 研修施設
長野教育センター
設置校の学生実習で利用する宿泊研修施設。学生実習の実施期間以外は「飯綱高原山の家」として一般利用が可能。もとは長野市開発公社が運営する国民宿舎飯綱高原荘であった。

## 沿革
- 1969年4月 - 中野区より小山自動車整備専門学校設立認可、自動車整備学科（1年制）設置
- 1969年11月 - 運輸省より自動車整備士一種養成校として認可
- 1970年4月 - 冷凍空調学科（1年制）設置
- 1972年4月 - 小山自動車整備冷凍空調専門学校と校名変更、自動車整備科高等部設置（2年制・2級整備士養成）
- 1974年2月 - 運輸省より2級整備士養成校として認可
- 1974年10月 - 学校法人 小山学園設立認可、東京自動車整備専門学校と校名変更
- 1976年4月 - 建築学科設置
- 1976年7月 - 専修学校制度による専門学校として認可、東京工科専門学校と校名変更
- 1977年10月 - 東中野校舎開設
- 1984年4月 - 長野教育センター開設
- 1985年4月 - 世田谷区に東京工科第二専門学校設立、自動車科設置
- 1987年4月 - 国立市に専門学校東京テクニカルカレッジを設置
- 1990年4月 - 東京工科第二専門学校を東京工科専門学校世田谷校と校名変更、自動車整備科設置、品川分教室開設
- 1990年7月 - フィッシャーカレッジ（米国・ボストン）と短期留学研修実施の契約締結
- 1991年10月 - ニューハンプシャーカレッジ（米国・ボストン）と単位互換、特別編入留学の契約締結（※2001年7月よりサザンニューハンプシャーユニバーシティに校名変更）
- 1993年12月 - セーラムティキョウ大学（米国・ウェストバージニア）と単位互換、特別編入留学の契約締結（※2000年セーラム・インターナショナル・ユニバーシティに校名変更）
- 1994年1月 - ノースウッド大学(米国ミシガン)と単位互換、特別編入留学の契約締結
- 1995年3月 - 韓国昌原専門学校と姉妹校（教職員交流・学生交流・学科交流）提携
- 1995年4月 - 品川区に東京工科専門学校品川校設立、自動車整備科設置
- 1995年10月 - 米国メリーランド州立大学と協定を締結
- 1996年4月 - ケント芸術デザイン大学（英国・ロンドン）と単位互換、特別編入留学の契約締結
  - 東中野に新校舎〔TERA HOUSE〕設立、キャリア開発研究所(ICA)を開設、社会人教育を開始
- 1998年2月 - 長野冬季オリンピックでボランティア研修実施
- 2000年5月 - テラハウスICA国立設立(東京テクニカルカレッジ内)
- 2005年4月 - 韓国瑞逸大学と姉妹校協定
- 2006年4月 - 東京工科専門学校世田谷校を専門学校東京工科自動車大学校世田谷校と校名変更
- 2009年4月 - 専門学校東京テクニカルカレッジを東中野校舎へ移転
- 2010年4月 - 東京工科専門学校（中野）を専門学校東京工科自動車大学校へ校名変更
- 2016年4月 - 東京工科専門学校品川校を専門学校東京工科自動車大学校品川校へ校名変更

### 東京工科専門学校の沿革
- 1976年7月 - 専修学校としての認可を得て東京工科専門学校に改組改称。自動車整備学科・冷凍空調学科・建築学科の3学科。
- 1977年10月 - 東中野校舎開設
- 1979年4月 - ディジタル科設置
- 1980年7月 - 世田谷校舎開設（二子玉川分教室）
- 1981年4月 - ディジタル科を情報処理科と科名変更
- 1984年4月 - インテリア科設置、長野教育センター開設
- 1985年4月 - 映像デザイン科設置、世田谷校舎が東京工科第二専門学校として独立
- 1986年4月 - 国立校舎（9号館）開設
- 1987年4月 - 国立校舎が専門学校東京テクニカルカレッジとして独立
- 1988年4月 - 通産省より情報化人材育成連携機関委嘱校として指定
- 1992年4月 - 自動車マーケティング科（3年制）・建築工学科(3年制)設置
- 1995年4月 - 建築デザイン国際学科、建築科（夜間）設置
- 1996年4月 - 自動車マーケティング科を情報マーケティング国際学科と科名変更
- 1997年4月 - エンジンメンテナンス科・自動車整備研究科（1年制）設置、情報処理科をマルチメディアネットワーク科と科名変更
- 1998年4月 - イベント科設置
- 1999年4月 - 福祉住環境デザイン研究科（1年制）、福祉住環境コーディネーター科（夜間6ヶ月）設置
- 2001年4月 - 3Dデザイン科(2年制)・WEBデザイン科(2年制)設置、マルチメディアネットワーク科をインターネットプログラミング科と科名変更
- 2005年10月 - 1級自動車整備学科(4年制)を設置
- 2009年4月 - 専門学校東京テクニカルカレッジの東中野校舎移転にともない、東中野校舎に従来存在していた一部学科（インテリア科、建築科、建築工学科、Webプログラミング科）を実質的に移管
- 2010年4月 - 東京工科専門学校を専門学校東京工科自動車大学校へ校名変更（以降の沿革は東京工科自動車大学校#沿革を参照）